# Retta
 (mai 2017).
Si vous disposez d'ouvrages ou d'articles de référence ou si vous connaissez des sites web de qualité traitant du thème abordé ici, merci de compléter l'article en donnant les références utiles à sa vérifiabilité et en les liant à la section « Notes et références ».
Pour les articles homonymes, voir Sirleaf.
Marietta Sirleaf (née le 12 avril 1970), plus connue en tant que Retta, est une humoriste américaine de stand-up et une actrice. 
Elle joue de nombreux seconds rôles dans plusieurs films et séries télévisées, et elle a aussi fait du stand-up. 
Elle se fait connaître  par son rôle de Donna Meagle dans la sitcom Parks and Recreation (2009-2015) du réseau NBC. 
Elle joue ensuite le rôle secondaire de Barbara dans la série télévisée comique Girlfriends' Guide to Divorce (2015-2018) et elle est Ruby Hill, l'une des héroïnes de la comédie d'action Good Girls, de 2018-2021.

## Biographie

### Enfance et formation
Retta est originaire du New Jersey. Sa famille est d'origine libérienne et elle est la nièce de l'ancienne Présidente libérienne Ellen Johnson Sirleaf.
Retta est diplômée de l'Université de Duke à Durham en Caroline du Nord. Elle a commencé par travailler dans le domaine de la recherche pharmaceutique avant de déménager à Los Angeles en Californie dans le but de poursuivre sa carrière dans la comédie.

### Débuts et stand up
Retta a commencé sa carrière de comédienne en 1996, commençant à gagner de l'argent à partir de 1998. Elle déclare se sentir nauséeuse avant chaque performance, sentiment qui passe avec l'expérience. 
Son matériel de base pour ses stand-up a tendance à tourner autour de sa vie de tous les jours, de sa famille et de ses amis. Retta a déclaré pouvoir arrêter la comédie pour une carrière à temps plein en tant qu'actrice : "Je ne suis pas mariée à la comédie de stand-up, parce qu'il s'agit d'une expérience sur la route. C'est quelque chose de très solitaire avec tous ces voyages."
Retta a fait la première partie de comédiens tels que Shirley Hemphill et Bobby Collins. Elle a fait des apparitions audio-visuelles dans les séries Welcome to the Parker, The Soup, Freddie, Moesha, It's Always Sunny in Philadelphia et The Jenny Jones Show. 
Elle a également fait de la scène pour l'émission Premium Blend.

### Rôles réguliers et télévision
En 2009, Retta a commencé à faire des apparitions régulières dans la série Parks and Recreation de NBC, elle interprète le rôle de Donna Meagle, un membre du Département des parcs de la ville fictive de Pawnee en Indiana. 
Pendant une performance à l'Université de l'Illinois à Springfield, elle a déclaré que le métier d'actrice pour la série était stressant à cause du manque de clarté au niveau de la diffusion. Alan Sepinwall a annoncé que les épisodes de la saison 2 de Parks and Recreation offrirait plus de personnalités et des blagues plus drôles à Donna et d'autres personnages secondaires. Elle a été promue en tant que personnage récurrent pour la troisième saison.
Retta a présenté en 2013 la troisième cérémonie des Critics' Choice Television Awards. Deux ans plus tard, elle est l'une des célébrités couvrant  en direct la 67e cérémonie des Primetime Emmy Awards. 
En 2014, elle apparaît dans l'émission Hollywood Game Night en tant que compétitrice aux côtés d'autres célébrités comme Paget Brewster, Michael Chiklis, Mario Lopez, Thomas Lennon et Alyssa Milano. La même année, elle tourne le clip vidéo I Wanna Get Better, du groupe Bleachers, sous la direction de Lena Dunham.
À partir de 2015, elle joue un rôle récurrent dans la série comique Girlfriends' Guide to Divorce qui marque le retour en vedette de Lisa Edelstein, jusqu’en 2018.  
En 2017, elle joue dans le drame To the Bone qui traite de l'anorexie et de la boulimie, secondant Lily Collins. La même année, elle rejoint la large distribution de la comédie Father Figures aux côtés, notamment, de Glenn Close, Owen Wilson et Ed Helms. 
En 2018, libérée de Girlfriend’s Guide to Divorce, elle est à l'affiche de Good Girls, une comédie noire qui lui permet de renouer avec le réseau NBC et de jouer l'un des rôles principaux aux côtés de Christina Hendricks et Mae Whitman. 

### Vie privée
Retta est une grande fan de l'équipe de hockey des Kings de Los Angeles, elle a remis des prix au cours de la cérémonie des récompenses de la NHL à Las Vegas en 2014 et 2015.

## Filmographie

### Cinéma

#### Courts métrages
- 2008 : The 30 Second Mobius Time Machine de Peter Soby Jr. : Mailwoman
- 2011 : A Comic Trap de Sean Halloran : Laurnen
- 2016 : Darby Forever d'Osmany Rodriguez : Evelyn

#### Longs métrages
- 2002 : Slackers de Dewey Nicks : Bruna
- 2003 : Dickie Roberts: Ex-enfant star de Sam Weisman : Sad Eye Sadie
- 2007 : La faille de Gregory Hoblit : Evidence Room Cop
- 2007 : Sex and Death 101 de Daniel Waters : Ethel Walters
- 2007 : D-War - La guerre des dragons de Hyung-rae Shim : l'infirmière de la réception
- 2008 : First Sunday de David E. Talbert : Roberta
- 2008 : Kissing Cousins d'Amyn Kaderali : Shawna, la chef
- 2008 : Reservations d'Aloura Melissa Charles : Monique
- 2014 : Muffin Top: A Love Story de Cathryn Michon : Leah
- 2014 : Sex Ed d'Isaac Feder : Sydney
- 2015 : Come Simi de Jenica Bergere : l'infirmière Lipps
- 2015 : Alvin et les Chipmunks : À fond la caisse de Walt Becker : Party Planner
- 2016 : Other People de Chris Kelly : Nina
- 2016 : Operator de Logan Kibens : Pauline Rogers
- 2016 : La 6e, la pire année de ma vie de Steve Carr : Ida Stricker
- 2017 : To the Bone de Marti Noxon : Lobo
- 2017 : Anna et Ben de Zoe Lister-Jones : Carol
- 2017 : Lego Ninjago, le film de Charlie Bean et Paul Fisher : Maggie, la cheerleader (voix)
- 2017 : Where's the Money de Scott Zabielski : Roberta
- 2017 : Father Figures de Lawrence Sher : Annie
- 2019 : Good Boys de Gene Stupnitsky : la mère de Lucas
- 2023 : Hit Man de Richard Linklater

### Télévision

#### Téléfilms
- 2004 : 5.15/Hr. de Richard Linklater : Joy
- 2005 : Complex de Doug Bass et Gino Anthony Pesi : Yolanda
- 2007 : Lipshitz Saves the World de Chris Koch : Virginia

#### Séries télévisées
- 2005 : Freddie : Joan (1 épisode)
- 2006 : Rodney : Tanya Evans (1 épisode)
- 2006 : 7 Deadly Hollywood Sins : Olivia O'Snap (7 épisodes)
- 2006 : Grand Union : Naomi (pilote non retenu)
- 2008 : Philadelphia : Hardware Store Clerk (1 épisode)
- 2009 : Jimmy Kimmel Live! : Heckler (1 épisode)
- 2009-2015 : Parks and Recreation : Donna Meagle (120 épisodes)
- 2011 : Funny or Die Presents… : Black Woman (1 épisode)
- 2011 : The Soup : Tammy Harvey (1 épisode)
- 2012 : Staged : Shinoda (1 épisode)
- 2013 : American Dad! : la narratrice (1 épisode)
- 2014 : Drunk History : Sylvia Robinson (1 épisode)
- 2014 : Key and Peele : Femme (1 épisode)
- 2014-2015 : Kroll Show : Lara / TSA 1 (2 épisodes)
- 2015-2018 : Girlfriends' Guide to Divorce : Barbara (27 épisodes)
- 2018-2021 : Good Girls : Ruby Hill (50 épisodes)
- 2024 : Elsbeth (saison 1, épisode 4) : Margo

#### Clip vidéo
- 2014 : I Wanna Get Better du groupe Bleachers, réalisé par Lena Dunham

### En tant que scénariste
- 2003 : Retta's Revenge de Sara Hallowell (court métrage)
- 2004 : Comedy Central Presents (série télévisée, saison 8, épisode 5)

## Distinctions
Sauf indication contraire ou complémentaire, les informations mentionnées dans cette section proviennent de la base de données IMDb.

### Nominations
- Indie Series Awards 2012 : meilleure actrice dans un second rôle dans une série télévisée comique pour Vampire Mob.